# Zwei Eichen
Zwei Eichen ist eine Ortslage in der Stadt Leichlingen (Rheinland) im Rheinisch-Bergischen Kreis. Die Ortslage ist heute nicht mehr als eigenständiger Wohnplatz wahrnehmbar, sondern Teil der südlichen Vorstadt Leichlingens.

## Lage und Beschreibung
Zwei Eichen liegt südwestlich des Leichlinger Stadtzentrums an der Landesstraße L294 bei der Einmündung der Straße Bremsen. Der Siedlungskern des Wohnplatzes ist in der geschlossenen Wohnbebauung aufgegangen, der gesamte Ortsbereich ist heute Teil des Leichlinger Kernorts. Östlich von dem Ort verläuft die Trasse der Bahnstrecke Gruiten–Köln-Mülheim und befindet sich der Ortsteil Schraffenberg.  
Weitere benachbarte, zumeist die in südwestliche und südliche Vorstadt Leichlingens aufgegangene Orte sind Bremsen, Sandberg, Windfahne, Rehborn, Hülserhof, Rothenberg, Förstchen, Schnugsheide, Roßlenbruch, Trompete, Kaltenberg und Brückerfeld.

## Geschichte
Die Topographische Aufnahme der Rheinlande von 1825 verzeichnet den Ort als Zwei Eichen, die Leichlinger Gemeindekarte von 1830 als II Eichen. Ab der Preußischen Neuaufnahme von 1892 ist der Ort auf Messtischblättern bin Ende des 20. Jahrhunderts regelmäßig als Zwei Eichen verzeichnet. Der Ort lag im 19. Jahrhundert an dem Communications Weg zwischen Reusrath und Leichlingen, dessen Trasse (Trompeter Straße – Reusrather Straße – Opladener Straße – Brückenstraße) heute beim Ort durch die Bahnstrecke unterbrochen ist.
1815/16 besaß der Ort 15 Einwohner, ebenso 1830.  1832 gehörte Zwei Eichen der Bürgermeisterei Leichlingen an. Der laut der Statistik und Topographie des Regierungsbezirks Düsseldorf als Hoftstadt kategorisierte Ort besaß zu dieser Zeit drei Wohnhäuser und zwei landwirtschaftliche Gebäude. Zu dieser Zeit lebten 19 Einwohner im Ort, allesamt evangelischen Bekenntnisses. 1867 wurde beim Ort die Bahnstrecke Gruiten–Köln-Mülheim eröffnet. 
Die Gemeinde- und Gutbezirksstatistik der Rheinprovinz führt Schraffenberg 1871 mit einem Wohnhaus und zwölf Einwohnern auf. Im Gemeindelexikon für die Provinz Rheinland werden 1885 ein Wohnhaus mit acht Einwohnern angegeben. 1895 besitzt der Ort drei Wohnhäuser mit 14 Einwohnern, ebenfalls 1905.
Bis Mitte des 20. Jahrhunderts besaß Zwei Eichen eine eigenständige Lage und einen zweiten Siedlungskern nördlich vom Hof. Ab Mitte des 20. Jahrhunderts verdichtete sich Wohn- und Gewerbebebauung und der Ort ging in der expandierenden Leichlinger Vorstadt auf. Der Ursprungshof wurde schließlich in den 1960er Jahren abgetragen und überbaut, am Standort wurde zur gleichen Zeit die Landesstraße L294 trassiert.